# Theodor Doebner
Theodor Doebner (* 29. Julijul. / 10. August 1875greg. in Kalsnava; † 18. März 1942 in Osnabrück) war ein deutschbaltischer Maler, der in Osnabrück lebte und arbeitete.

## Leben
Doebner wurde im livländischen Alt-Kalzenau (heute Kalsnava, Lettland) als Sohn des Pastors Karl Rudolf Theodor Döbner (1835–1919) und seiner Frau Helene, geb. Brenner, geboren. Doebner besuchte von 1888 bis 1891 das Landesgymnasium Birkenruh (heute Teil von Cēsis). Schon in der Schulzeit widmete er sich ausgiebig der Malerei. Von 1891 bis 1893 besuchte er das Rigaer Stadtgymnasium und zum Abschluss das humanistische Gymnasium in Erlangen. Von 1894 bis 1896 studierte er Architektur an der Technischen Hochschule Berlin-Charlottenburg.
1897 wechselte er ganz zur Kunst. Er setzte seine Studien an der Rigaer Zeichnerschule und 1897 bis 1900 an der Kunstgewerbeschule in München fort. Ab 1900 studierte Doebner an der Akademie der Bildenden Künste München bei Johann Caspar  Herterich in der Naturklasse. Doebners Hauptthemen waren die Landschaftsmalerei und die Beschäftigung mit der Natur. Zeit seines Lebens war er geprägt von seiner Liebe zur weiten livländischen und kurländischen Landschaft.
Nachdem er nach dem Ersten Weltkrieg bis 1919 in Riga von den Bolschewisten festgehalten wurde, kam er 1920 nach Berlin und begann wieder mit der Malerei. Später ließ er sich in Osnabrück nieder. „Zu den ‚Vaganten‘, die von den Wirren der Zeit entwurzelt und an den Osnabrücker Strand geworfen wurden, muß auch [...] Theodor Doebner gerechnet werden, eine liebenswerte Erscheinung [...]“. In Osnabrück nahm er an verschiedenen Ausstellungen teil. Ab 1931 wurden in den zwei Hauptsälen des Schlosses in einer Galerie zeitgenössischer Osnabrücker Kunst auch Arbeiten von Doebner ausgestellt. Doebner war Mitarbeiter der Zeitschriften Jugend und Fliegende Blätter. 1931 fertigte er für die naturkundliche Sammlung die Hintergrundmalerei für zwölf Dioramen, in denen Tiere in ihrer „natürlichen Umgebung“ präsentiert wurden. Für seine Verdienste um den Naturschutz wurde er 1932 mit der Silbernen Medaille ausgezeichnet. Karl Allöder schuf eine Büste von Doebner, die im Stadtmuseum von Quakenbrück ausgestellt ist.
Von Theodor Doebner ist ein als Skizzenbuch benutztes Stammbuch in der Sammlung der Universität Lettlands erhalten.

## Werke
- Theodor Doebner: Bautzen im Auge des Künstlers, mit acht Federzeichnungen. Eduard Rühl’s Buch & Kunsthandlung, ca. 1906.
- Emilie Hunecke: Geschichten von Blumen, Kindern, Engeln. Schöningh, Osnabrück o. J. (ca. 1928), illustriert mit Tuschzeichnungen von Theodor Doebner.
- Fritz Weitkamp: Von Zwergen, Riesen und Unholden: Eine Auswahl heimatlicher Sagen und Märchen. illustriert von Theodor Doebner, Verlag Schöningh, Osnabrück, 1936
- Fritz Weitkamp: Neben der Landstraße: Eine Auswahl heimatlicher Sagen und Märchen. illustriert von Theodor Doebner, Verlag Schöningh, Osnabrück, 1936
- Friedrich Corsdreß: So rechnen wir. Für das erste Schuljahr, illustriert von Theodor Doebner, Rackhorst, Osnabrück, 1938

## Ausstellungen (Auswahl)
- 1923: Doebner, Thylmann, Feyerabend, Allöder. Malerei, Graphik, Plastik, Dürerbund, Osnabrück
- 1933: Theodor Doebner, Gemälde, Zeichnungen, Dürerbund, Museum  Osnabrück, Oberlichtsaal
- 1935: Osnabrücker Kunstschau. Verantwortungsbewußte Künstler stellen aus, u. a. mit  Eva Denecke, Walter Mellmann, Fritz Szalinski, Gerhard Denecke, Theodor Doebner NS-Kulturgemeinde KdF, Osnabrück
- 1989: Ausstellung im Stadtmuseum Quakenbrück 9. April bis 25. Juni